# کای هاسکیوی
کای هاسکیوی (فنلاندی: Kai Haaskivi؛ زادهٔ ۲۸ دسامبر ۱۹۵۵) بازیکن سابق و مربی اهل فنلاند است.
از باشگاه‌هایی که در آن بازی کرده‌است می‌توان به اشاره کرد.
وی همچنین در تیم ملی فوتبال فنلاند بازی کرده‌است.